# Iouri Aronovitch
Iouri Mikhaïlovitch Aronovitch (en russe : Юрий Михайлович Аронович; ISO 9 : Ûrij Mihajlovič Aronovič), né le 13 mai 1932 à Léningrad (Union soviétique) et mort le 31 octobre 2002 à Cologne (Allemagne), est un chef d'orchestre israélien d'origine russe.
Aronovitch étudie la musique et le violon dès l'âge de quatre ans. Au conservatoire de Léningrad, il est l'élève de Natan Rakhline et Kurt Sanderling. En 1954, après l'obtention de son diplôme de direction, il est l'invité des plus grands orchestres soviétiques dont l'Orchestre philharmonique de Léningrad et l'Orchestre du Théâtre Bolchoï.
En 1964, il est nommé chef principal de l'Orchestre symphonique du ministère de la Culture de l'URSS, poste qu'il occupe jusqu'à son départ pour Israël en 1972. Sa carrière prend alors un essor international. Il dirige ou part en tournée avec les meilleurs orchestres européens, l'Orchestre symphonique de Londres, l'Orchestre symphonique de Vienne, l'Orchestre de la Scala de Milan entre autres, mais aussi l'Orchestre philharmonique d'Israël ou l'Orchestre symphonique Yomiuri du Japon (Tōkyō).
De 1975 à 1986, il est chef principal de l'Orchestre du Gürzenich de Cologne et, de 1982 à 1987, occupe le même poste à la tête de l'Orchestre philharmonique royal de Stockholm.
Dans le même temps, Aronovitch ne néglige pas le répertoire lyrique. Il se produit sur les meilleures scènes d'opéra, à Londres (Royal Opera House), Chicago (Lyric Opera of Chicago), Stockholm (Opéra royal de Stockholm), en Allemagne (Opéra d'État de Bavière à Munich, Opéra de Cologne) et en Italie.
En 1984, Aronovitch entre à l'Académie royale de musique de Suède et, en 1987, il reçoit du roi de Suède l'insigne de commandeur de l'Ordre royal de l’Étoile polaire. En Italie, le quotidien La Stampa et l'Université de Turin lui décernent le prix  “Arca d'Oro 1991”.
Il apparait pour la dernière fois en public avec l'Orchestre de Paris en octobre 2002.